# Petrus Gränebo
Carl Petrus Valdemar Gränebo, före 1938 Nilsson, född 28 december 1881 i Mönsterås församling, Kalmar län, död där 4 oktober 1959, var en svensk lantbrukare och riksdagsman (bf).
Gränebo var ledamot av riksdagens andra kammare 1917 och tillhörde första kammaren från urtima riksdagen 1919. Han tillhörde först Jordbrukarnas Riksförbund, sedan detta 1922 uppgått i bondeförbundet fick han inom partiets förstekammargrupp en framskjuten plats, var ledamot av statsutskottet från 1922, utrikesnämnden från 1924 samt från 1923 vice ordförande i Bondeförbundets riksdagsparti.
Han var 2:e vice talman från 1929–1939 och 1:e vice talman 1939–1951.

## Ordnar och utmärkelser
- Kommendör av 1. klass av Kungliga Nordstjärneorden (utnämnd den 31 december 1951)[3]
- Kommendör av 1. klass av Kungliga Vasaorden (utnämnd den 6 juni 1941)[4]